# Kazenbō

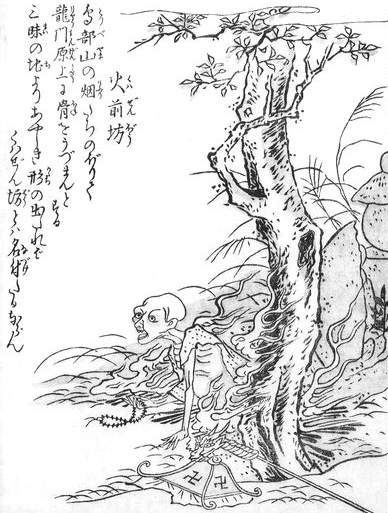
Ein Kazenbō, wie er in Sekiens Konjaku Hyakki Shūi erscheint

Kazenbō (japanisch 火前坊; „Flammenmönch“) ist der Name eines fiktiven Wesens aus der japanischen Folklore. Er gehört zur Gruppe der Yōkai (妖怪; „Dämonen“) und Bōrei (亡霊; „Gespenster“) und sein Erscheinen soll harmlos sein, kann aber demjenigen, der ihm begegnet, einen ziemlichen Schrecken einjagen.

## Beschreibung
Der Kazenbō soll auf dem Berg Toribeyama (鳥部山) im Osten der Präfektur Kyōto erscheinen. Er hat die Gestalt eines abgemagerten, alten Mönches, der ganz und gar von lodernden, bläulich-gelben Flammen umgeben ist, die ihn aber nicht zerstören. Vielmehr soll er sich nach und nach in einen kleinen Feuerball verwandeln und davonschweben, oder die Erscheinung löst sich gänzlich in Nichts auf.

## Hintergrund
Auf dem Toribeyama liegt eine Grabstätte einflussreicher Mitglieder der kaiserlichen Familie und von Aristokraten. In früheren Epochen war es Sitte, dort auch die Leichname von Seuchenopfern und Verurteilten zu verbrennen. Es heißt, dass gegen Ende der Heian-Zeit hochrangige Priester und buddhistische Mönche ihre Körper in Brand steckten, um ihrem Leben ein Ende zu setzen, weil sie sich wünschten, dort wiedergeboren zu werden. Doch stattdessen seien sie als Flammengeister zurückgekehrt. Man glaubte, dass einige von ihnen wegen ihrer anhaltenden Verbundenheit mit dieser Welt nicht ins Nirwana (eine Art Paradies) gelangen konnten, und die Geister dieser Mönche verwandelten sich der Sage nach in Bōrei. Nun seien sie dazu verdammt, auf ewig brennend auf dem Berg umzugehen und mit ihrem Erscheinen andere Mönche davon abzuhalten, sich auf diese Art das Leben zu nehmen. Die Praxis der Selbstverbrennung wurde mit Beginn der Kamakura-Zeit verboten.
Eine frühe Abbildung eines Kazenbō findet sich in seinem Bilderalbum Konjaku Hyakki Shūi (今昔百鬼拾遺; „100 Dämonen von einst und jetzt, Fortsetzung“) von Toriyama Sekien aus dem Jahr 1780. Sekien erwähnt in seiner Anmerkung indirekt den chinesischen Poeten Bai Yuji (772–846 n. Chr.), ohne aber näher auf ihn einzugehen.